# Smardzewo (gromada w powiecie świebodzińskim)
Smardzewo – dawna gromada, czyli najmniejsza jednostka podziału terytorialnego Polskiej Rzeczypospolitej Ludowej w latach 1954–1972.
Gromady, z gromadzkimi radami narodowymi (GRN) jako organami władzy najniższego stopnia na wsi, funkcjonowały od reformy reorganizującej administrację wiejską przeprowadzonej jesienią 1954 do momentu ich zniesienia z dniem 1 stycznia 1973, tym samym wypierając organizację gminną w latach 1954–1972.
Gromadę Smardzewo z siedzibą GRN w Smardzewie utworzono – jako jedną z 8759 gromad na obszarze Polski – w powiecie świebodzińskim w woj. zielonogórskim na mocy uchwały nr V/25/54 WRN w Zielonej Górze z dnia 5 października 1954. W skład jednostki weszły obszary dotychczasowych gromad Smardzewo, Opalewo, Wolimierzyce, Kiełcze i Karczyn ze zniesionej gminy Smardzewo w tymże powiecie. Dla gromady ustalono 10 członków gromadzkiej rady narodowej.
1 stycznia 1959 z gromady Smardzewo wyłączono wieś Karczyn, włączając ją do gromady Krężoły w powiecie sulechowskim w tymże województwie.
31 grudnia 1961 do gromady Smardzewo włączono wsie Brudzewo i Koźminek z gromady Kosieczyn w powiecie międzyrzeckim w tymże województwie.
Gromada przetrwała do końca 1972 roku, czyli do kolejnej reformy gminnej.